# Katy Jara
Diana Kathia Jara Vásquez (Trujillo, 6 de abril de 1985), más conocida como Katy Jara, es una cantante, compositora, actriz, empresaria y presentadora de televisión peruana.

## Biografía
Katy Jara nació en Trujillo. Desde los 5 años, comenzó cantando música andina, después música criolla. A los 18 viajó a Lima a competir en el programa Super Star. Posteriormente pasa un casting para integrar el grupo musical Agua Bella. Inicia su carrera como solista con su agrupación Katy Jara & Banda Mixm destacando una participación en el Festival de la Cumbia en Estados Unidos.
En 2012, incursiona en la actuación para la televisión. En 2014 participó como entrenadora de Yo soy Kids. En 2015, inició la conducción del programa musical Domingos de fiesta. y más tarde, en 2021, La voz cantante, junto a George Iglesias y Stephanie Orúe. Ambos programas emitidos por la señal de TV Perú. 
Es nieta del también cantante de folklore andino y músico Julio Vásquez.
En mayo de 2022, anunció su retiro de la música tropical para enfocarse en la vida religiosa. En junio liberó su primer sencillo de música cristiana.

## Filmografía

### Televisión
| Año       | Título                     | Rol                          | Notas                                   | Difusión           |
| --------- | -------------------------- | ---------------------------- | --------------------------------------- | ------------------ |
| 2012      | La Tayson, corazón rebelde | Martha                       | papel antagónico                        | Frecuencia Latina  |
| 2013      | Solamente milagros         | Adely (en el episodio Trata) | papel antagónico                        | América Televisión |
| 2013      | Tu cara me suena           | Participante                 |                                         | Frecuencia Latina  |
| 2014      | Yo soy Kids                | Profesora de canto           |                                         | Frecuencia Latina  |
| 2014      | Camino al triunfo          | Rubí                         | papel protagónico                       | América Televisión |
| 2015-2022 | Domingos de fiesta         | Animadora y presentadora     |                                         | TV Perú            |
| 2016      | Valiente amor              | Thalía                       | papel especial                          | América Televisión |
| 2020      | La rosa de Guadalupe Perú  | Jacinta                      | papel protagónico                       | América Televisión |
| 2021      | La voz cantante            | Presentadora                 | junto a George Iglesias y Stephany Orúe | TV Perú            |

### Cine
| Año  | Título            | Personaje                            |
| ---- | ----------------- | ------------------------------------ |
| 2015 | Al filo de la ley | Evelyn Ortiz (reportera de noticias) |
| 2014 | Niñachay          | Stefany                              |

## Discografía

#### En Katy Jara y Banda Mix
- Sanguijuela
- Tu tienes la culpa
- Mala amiga
- Dijiste que me querías
- Libre quedarás
- Corazón rebelde
- Déjenme Sufrir
- Vete ya
- En que me equivoque
- Corazón de miel
- Si tu me amaras
- Porque serás así 2-El Perdón (con Clavito y su Chela)
- Cantinero